# O Cerco
 (décembre 2019).
Pour plus de détails, voir Fiche technique et Distribution.
O Cerco est un film portugais, fleuron du Cinema Novo, réalisé et coécrit en 1970 par António da Cunha Telles.

## Fiche technique
- Réalisation : António da Cunha Telles
- Scénario et dialogues : António da Cunha Telles
- Dialogues : Gisela da Conceição, Carlos Manuel Rodrigues, Vasco Pulindo Valente, António da Cunha Telles
- Production : Cine Novo, Lda
- Photographie : Acácio de Almeida
- Musique originale : António Vitorino D'Almeida
- Montage : António da Cunha Telles, assisté de Gisela da Conceição

## Distribution
- Maria Cabral : Marta, une jeune femme de la bourgeoisie, qui fuit l'enfermement du mariage et part dans Lisbonne à la recherche de son identité
- Miguel Franco : Vitor Lopes, un trafiquant
- Ruy de Carvalho : le docteur Alves, le boss
- Mário Jacques : Carlos, le mari de Marta
- Armando Cortês : l'ingénieur Machado
- Lia Gama : la dame de la boutique